# Wasserbilanz
Als Wasserbilanz, auch Gebietswasserbilanz, bezeichnet man die Bilanz aus Niederschlag, Verdunstung, Abfluss und Speicheränderung bezogen auf ein Gebiet und einen Zeitraum. Die Wasserbilanz spielt eine große Rolle, wenn man ermitteln will, wie viel Wasser in einer Region für die Nutzung zur Verfügung steht. 
Werden nur Niederschlag und Verdunstung betrachtet, handelt es sich um die klimatische Wasserbilanz. Die verfügbare Menge ist in der Regel in aridem geringer als in humidem Klima.
Zugrunde liegt dabei die Wasserbilanz- oder Wasserhaushaltsgleichung:
{\displaystyle N=A+V\pm \Delta S}

umgestellt:
{\displaystyle 0=N-A-V\pm \Delta S}

Wobei N der Niederschlag, A der Abfluss, V die Verdunstung und ΔS die Speicheränderung im Untergrund ist. Dabei ist V die reale Verdunstung, die sich aus der Bodenverdunstung (Evaporation), Pflanzenverdunstung (Transpiration) und einem Teil der direkt verdunstenden Interzeption zusammensetzt. Für ausreichend lange Zeiträume ist ΔS = 0. In der Regel kommen vor allem in kleineren Bilanzgebieten Wasserzufluss bzw. Wasserzuleitungen nach Gebrauch und Wasserabstrom bzw. Wasserableitungen für Gebrauch hinzu.
Von einer negativen klimatischen Wasserbilanz spricht man, wenn die potentielle jährliche Verdunstung größer als der Niederschlag eines Jahres ist. Eine positive Wasserbilanz ist, wenn die reale Verdunstung kleiner als der Niederschlag ist, somit also Oberflächenabfluss und Infiltration des Wassers in den Boden möglich ist.